# Ofensiva de Hama (2012)
A Ofensiva de Hama (2012) foi uma operação militar durante a Guerra Civil Síria lançada pela Oposição Síria a 16 de dezembro de 2012, com o objectivo de tomar controlo na província de Hama. A ofensiva foi travada após Exército Árabe Sírio (EAS) lançarem um contra-ataque, deixando os rebeldes com o controlo de apenas algumas localidades e cidades no norte de Hama.

## Antecendentes
Com a província de Hama controlada maioritariamente pelo Exército Sírio, o Exército Livre Sírio (ELS) lançaram uma ofensiva a 16 de dezembro, com o objectivo de capturar a província bem como a cidade de Hama, e, também cortar a principal ligação a Alepo.

## Ofensiva
O Conselho Militar Rebelde de Hama anunciaram o início da ofensiva a 16 de dezembro, lançando um ultimato ao Exército Árabe Sírio na província para se renderem aos rebeldes num prazo de 48 horas. Dois dias depois, o Observatório Sírio dos Direitos Humanos (OSDH) e um membro do comando militar do Exército Livre afirmaram que tinham capturado de pequenas localidades como Halfaya, Kafr Nabudah, Hayalin, Hasraya, al-Lataminah, Taybat al-Imam e Kafr Zita às tropas governamentais, fazendo com os rebeldes controlassem a zona rural ocidental de Hama bem como toda a área a norte da cidade de Hama. Os rebeldes avançaram 40 quilómetros a sul de Maarate Anumane e Jisr ash-Shugour, encontrando pouca resistência. Fontes anunciaram que os rebeldes conseguiram superar linhas governamentais a norte de Hama, em 48 horas. Posições governamentais em Khan Shaykhun e Mhardeh foram atacadas pelos grupos rebeldes, segundo fontes no terreno.
O Exército Livre também reportou confrontos dentro da cidade de Hama, com analistas internacionais a questionarem se o Exército Sírio tinha virado a sua atenção para Homs e Lataquia. Importa referir, que nada disto foi confirmado oficialmente.
A 19 de dezembro, de acordo com os Coordenação Local de Comités da Síria (CLC), as forças de segurança governamentais aparentemente montaram pontos de controlo em redor de Hayalin, alimentado dúvidas sobre a captura ou não da cidade pelos rebeldes, ao contrário de outras cidades capturadas pelo ELS.
Em 20 de dezembro, os rebeldes atacaram e capturaram parte da cidade Mhardeh na zona rural de Hama, e montaram cerco às cidades alauítas de Ma'an e al-Tleisa.
A 23 de dezembro, o CLC e o OSDH noticiaram que cerca de 300 civis tinham sido mortos por bombardeamentos da Força Aérea Árabe Síria em Halfaya, enquanto esperavam na linha para comprar pão. O governo sírio concordou que várias mulheres e crianças morreram, mas culparam combatentes rebeldes que atacavam a cidade.
Em 26 de dezembro, o Exército Sírio recuperou controlo de três localidades alauítas, incluindo Ma'an, expulsando os rebeldes que tinham capturado estas localidades dois dias antes.
No dia 29 de dezembro, seis pessoas morreram após outro bombardeamento da Força Aérea Síria na cidade de Kafr Nabudah, quatro delas sendo crianças e mulheres. Outro civil morreu fruto de um outro bombardeamento em Taybat al-Imam. Uma semana depois, tropas governamentais estavam a atacar esta última localidade.
A 30 de dezembro, o comando geral do Exército Sírio anunciou a recuperação da cidade estratégica de Morek.
Em 31 de dezembro, ataques do EAS foram reportados contra Halfaya.

## Consequências
A 21 de janeiro de 2013, OSDH reportou que um carro-bomba se fez explodir à beira da sede uma milícia pró-governamental matando 50 pessoas nos subúrbios de leste da cidade de Hama.
Em 22 de janeiro, o Exército Sírio lançou uma ofensiva, com o objectivo de recapturar o território perdido para os rebeldes no norte de Hama. 1.500 soldados e 100 tanques foram mobilizados para a operação, e o foco da operação era cidade de Kernaz, próxima de Mhardeh, onde estavam mais de 1.000 soldados rebeldes. No início de fevereiro, os rebeldes estavam com receio de perder Kernaz para o governo, e com esta derrota, também perder Kafr Naboudeh. Isto deixaria o Exército Sírio com total controlo das localidades a norte de Hama e, assim recuperar todo o território perdido anteriormente.
A 6 de fevereiro, 54 funcionários públicos de uma fábrica de defesa foram mortos em al-Buraq, a sul da cidade de Hama, quando um mini-autocarro explodiu na paragem.

A 7 de fevereiro, as tropas governamentais recuperou Kernaz, após 16 dias de combates. Dois dias antes, o Exército Sírio também recapturou a localidade de Mughir, segurando um corredor para as localidades alauítas na zona ocidental da província.